# 오기시
오기시(일본어: 小城市)는 일본 사가현의 거의 중심에 있는 시이다.
2005년 3월 1일에 오기군의 4개 정(아시카리정·우시즈정·오기정·미카쓰키정)이 합병하여 성립했다. 양갱 소비량이 일본에서 제일 많은 것으로 알려져 있다.

## 지리
사가현 중앙부에 위치하고 현청 소재지인 사가시와 인접한다. 시청 소재지인 옛 우시즈정 중심부는 사가시 중심부에서 서쪽으로 약 10km 떨어진 곳에 있다. 북부는 덴잔(天山)의 일부를 이루는 산지이지만 이외 지역은 사가평야의 일부를 이루는 저평지이다. 남부는 아리아케해와 접한다.

## 인접하는 자치체
- 다쿠시
- 사가시
- 기시마군 고호쿠정, 시로이시정

## 역사
- 1889년 4월 1일 - 정촌제 시행으로 현재의 시역에 오기군 오기정·미사토촌·이와마쓰촌·하루타촌·미카즈키촌·우시즈마촌·도가와촌·아시카리촌이 성립하였다.
- 1894년 4월 24일 - 우시즈촌이 정으로 승격해 우시즈정이 되었다.
- 1932년 4월 1일 - 미사토촌·이와마쓰촌·하루타촌을 오기정에 편입하였다.
- 1956년 9월 30일 - 도가와촌의 일부를 우시즈정에 편입하였다(다른 구역은 고호쿠정에 편입).
- 1967년 4월 1일 - 아시카리촌이 정으로 승격해 아시카리정이 되었다.
- 1969년 1월 1일 - 미카쓰키촌이 정으로 승격해 미카쓰키정이 되었다.
- 2005년 3월 1일 - 아시카리정·우시즈정·오기정·미카쓰키정이 합병해 오기시가 성립하였다.

## 교통

### 철도
- 규슈 여객철도
  - 나가사키 본선
  - 가라쓰선

### 도로
- 나가사키 자동차도
- 국도 34호선
- 국도 203호선
- 국도 207호선
- 국도 444호선